# رجل الكم: حياة ريتشارد فينمان في العلم
رجل الكم: حياة ريتشارد فاينمان في العلم ثامن كتاب غير خيالي للكاتب  لورانس كراوس. نُشر الكتاب لأول مرة في آذار / مارس 21, 2011 بواسطة W. W. Norton & Company. اختارت مجلة عالم الفيزياء الكتاب ليكون كتاب العام في 2011. ويركز فيه الكاتب على سيرة عالم الفيزياء ريتشارد فاينمان.

## وصلات خارجية
- الكتاب على كتب Google